# Navy Blues (1941)
Navy Blues is een Amerikaanse muziekfilm uit 1941 onder regie van Lloyd Bacon.

## Verhaal
Lillibelle Bolton is een danseres in Honolulu. Wanneer het marineschip van haar ex-man Powerhouse Bolton aanmeert, maakt zij van de gelegenheid gebruik om hem te vragen naar het achterstallige alimentatiegeld. Om zich te ontdoen van Lillibelle zorgt Powerhouse dat ze wordt gearresteerd op verdenking van spionage. Hij wil intussen aan geld komen op de aankomende schutterswedstrijden.

## Rolverdeling
| Acteur             | Personage          |
| ------------------ | ------------------ |
| Ann Sheridan       | Marge Jordan       |
| Jack Oakie         | Cake O'Hara        |
| Martha Raye        | Lillibelle Bolton  |
| Jack Haley         | Powerhouse Bolton  |
| Herbert Anderson   | Homer Matthews     |
| Jack Carson        | Buttons Johnson    |
| Jackie Gleason     | Tubby              |
| William T. Orr     | Mac                |
| Richard Lane       | Rocky Anderson     |
| John Ridgely       | Jersey             |
| Kay Aldridge       | Lid van het sextet |
| Georgia Carroll    | Lid van het sextet |
| Marguerite Chapman | Lid van het sextet |
| Peggy Diggins      | Lid van het sextet |
| Leslie Brooks      | Lid van het sextet |